# コンイロイッポンシメジ
コンイロイッポンシメジ（紺色一本占地・紺色一本湿地、学名: Entoloma cyanonigrum）は、ハラタケ目イッポンシメジ科イッポンシメジ属の小型のキノコである。日本固有種。

## 分布・生態
日本固有種で、日本国内各地に分布する。
菌根菌。夏から秋にかけて、針葉樹が混生する林内の地上に群生または単生する。ヒノキ植林地の林床などで、よく見かけられる。

## 形態
子実体は傘と柄からなる。傘の径は3 - 7センチメートル (cm) 、円錐形から丸山形になり、中央がわずかに隆起する。傘の表面は青黒色から濃藍色、または濃紺色で、しばしば凹凸の浅い皺がある。傘裏面のヒダは柄に対して直生または上生、湾生、あるいは離生し、やや疎らに配列し、初め白色からクリーム色であるが、胞子が成熟すると肉色になる。傘肉は白色で、中央部は厚い。
柄は細い円柱状で、長さ4 - 10 cm、太さ4 - 12ミリメートル (mm) 。柄の表面は傘と同色で、縦の繊維紋がある。柄の基部には白色の菌糸が目立つ。茶色の胞子が散布されると、傘や柄にも付着して茶色に染める。担子胞子は10.4 - 11.7 × 6.5 - 9.1マイクロメートル (μm) の卵形状の五角形から六角形で、非アミロイド性。胞子紋は帯桃色。

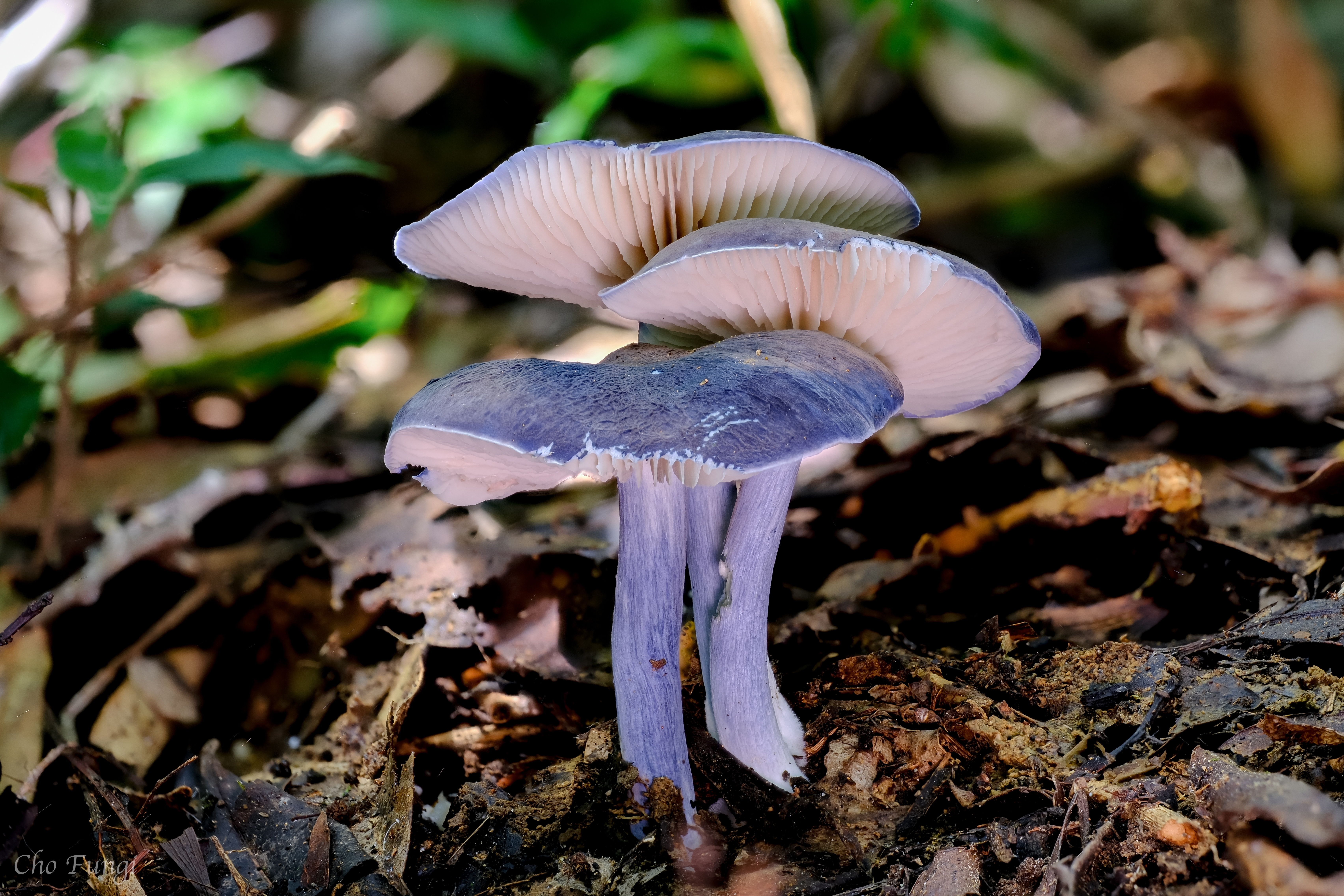
傘と柄ともに藍色
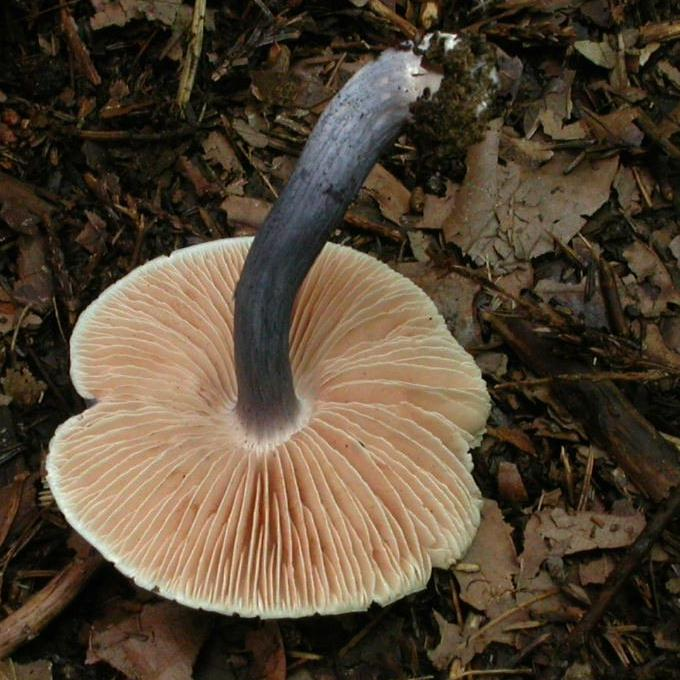
コンイロイッポンシメジと思われるキノコの傘裏側

## 食毒性
イッポンシメジ属のなかまは有毒の種が多いため、かねてから食用から除外されてきたキノコである。本種は食毒不明とする図鑑がある。その一方で、日本の博学者・菌類学者の清水大典が、専門知識と十分な配慮に基づいた試食を行った結果、安全な食菌であることが確認されていると紹介する図鑑もある。

## 似ているキノコ
イッポンシメジ科の中でも、本種に似た種がいくつか知られており、分類が困難といわれている。
ヒメコンイロイッポンシメジ（Entoloma coelestinus var. violaceus）の子実体は、コンイロイッポンシメジよりもずっと繊細で、春から初夏に針葉樹林やコケ群落の間から発生する。